# Rifugio Aosta
Das Rifugio Aosta (auch Rifugio Capanna Aosta) ist eine Schutzhütte im Aostatal in den Walliser Alpen. Sie liegt in einer Höhe von 2788 m s.l.m. innerhalb der Gemeinde Bionaz auf dem Gelände neben dem Gletscher Haut Glacier de Tsa de Tsan. Die Hütte wird von Mitte April bis Mitte Mai und von Ende Juni bis Anfang September bewirtschaftet und bietet in dieser Zeit 24 Bergsteigern Schlafplätze.

## Anstieg
Der Weg zur Hütte beginnt am Parkplatz am Stausee Place Moulin. Von dort führt der zunächst ebene Weg über einen unbefestigten Fahrweg bis zum Rifugio Prarayer (nur wenige Minuten nach dem Parkplatz zweigt der Weg zum Rifugio Nacamuli al Col Collon nach links ab). Bis dort führt der Weg fast ausschließlich am See entlang. Lediglich während der letzten 15 Minuten steigt man auf Wiesengelände zur Schutzhütte hinauf.
Nach dem Rifugio Prarayer führt der Weg weiter taleinwärts. Nach rund 20 Minuten erreicht man eine Brücke und es geht steil nach oben, um eine Schlucht zu überwinden. Danach gelangt man auf eine durch Gletscher geformte Schwemmebene, die Alp de Tsa de Tsan. Nach rund 30 Minuten erreicht man nach einer Geländestufe die Schwemmebene des Glacier Tsa de Tsan. Der letzte Teil des Anstiegs auf den von Gletschern geschliffenen Felsen ist durch Ketten gesichert.
Für den gesamten Weg vom Parkplatz bis zum Rifugio Aosta sind fast 4 Stunden zu veranschlagen.

## Geschichte
Der Bau einer ersten Schutzhütte erfolgte bereits im Jahr 1908. Dieser Bau wurde jedoch 1951 Opfer einer Lawine. 5 Jahre später wurde die neue Aosta-Hütte eröffnet. Das Dach dieser Hütte wurde im Jahr 1990 durch einen heftigen Sturm abgedeckt. Das Rifugio Aosta in seinem heutigen Erscheinungsbild wurde 1995 eröffnet.

## Tourenmöglichkeiten

### Übergänge
- Übergang zur Schutzhütte Cabane des Vignettes (3157 m) über den Col de la Division (3314 m), den Mont Brulé und den L’Evêque
- Übergang zur Schutzhütte Cabane de Bertol (3311 m) über den Col de la Division
- Übergang zur Schönbielhütte (2694 m) über den Col de Valpelline (3568 m)
- Übergang zur Schutzhütte Refuge des Bouquetins (2818 m) über den Col de la Division und den Mont Brulé
- Übergang nach Zermatt über den Col de Valpelline

### Gipfeltouren
Folgende Gipfel können von der Hütte erreicht werden:
- Dent d’Hérens (4173 m)
- Tête de Valpelline (3802 m)
- Tête Blanche (3710 m)
- Dents des Bouquetins (3838 m)
- Mont Brûlé (3591 m)